# Enoggera reticulata
Enoggera reticulata är en stekelart som beskrevs av Naumann 1991. Enoggera reticulata ingår i släktet Enoggera och familjen puppglanssteklar. Inga underarter finns listade i Catalogue of Life.